# Eat, Sleep, Rave, Repeat
Eat, Sleep, Rave, Repeat è un singolo del disc-jockey britannico Fatboy Slim e di Riva Starr, anch'egli britannico, d'origine italiana, con accompagnamento del beatboxer Beardyman per il testo, frutto di completa improvvisazione.
Distribuito il 20 giugno 2013, il singolo ha riscosso successo dalla fine del 2013 grazie in particolare al suo remix di Calvin Harris, raggiungendo il terzo posto nella UK Singles Chart la settimana del 9 novembre 2013.
Con questo brano, Fatboy Slim ritrova un posizionamento tra le prime 10 canzoni nelle classifiche britanniche che non raggiungeva dal 2001 con i suoi brani Star 69 e Weapon of Choice.
Un secondo remix del singolo di Dimitri Vegas & Like Mike e Ummet Ozcan è stato distribuito il 23 dicembre 2013.

## Classifiche
| Settimanali (2013-2014)              | Miglior posizionamento |
| ------------------------------------ | ---------------------- |
| Australia (ARIA)                     | 47                     |
| Belgio (Ultratop 50)                 | 26                     |
| Francia (SNEP)                       | 96                     |
| Paesi Bassi (Dutch Top 40)           | 8                      |
| Regno Unito (UK Dance Chart)         | 1                      |
| Scozia (The Official Charts Company) | 1                      |
| Stati Uniti (Hot Dance Club Songs)   | 37                     |